# Sebesi Samu

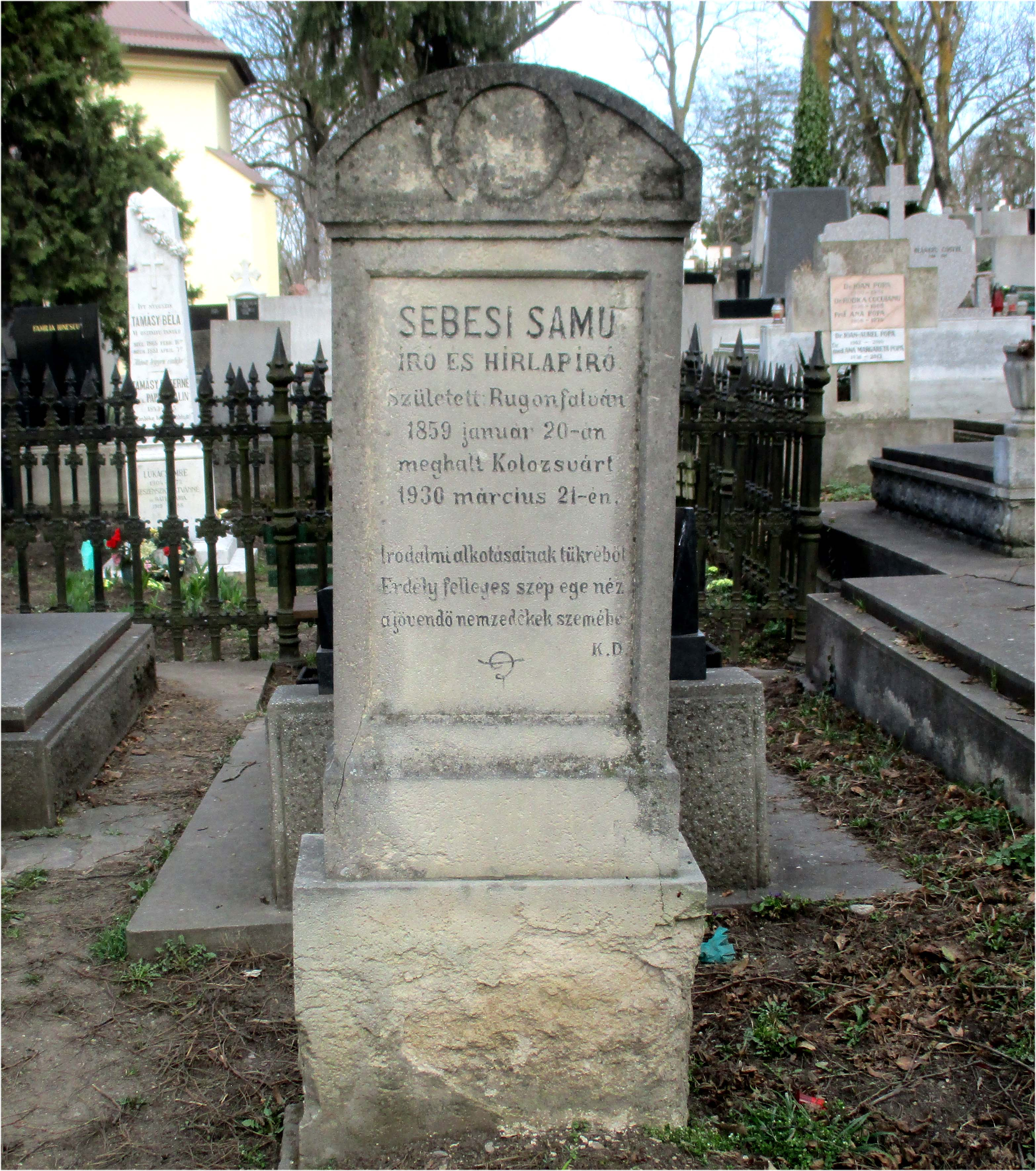
Sírja a Házsongárdi temető II.a. parcellájában

Sebesi Samu (írói álneve: Tüske Pál; Rugonfalva, 1859. január 20. – Kolozsvár, 1930. március 25.) erdélyi magyar író, újságíró.

## Életútja, munkássága
Középiskoláit a székelykeresztúri Unitárius Gimnáziumban, a kolozsvári és a székelyudvarhelyi Református Kollégiumban végezte, Székelyudvarhelyen érettségizett. 1880-ban újságíró lett az Ellenzéknél, s közben beiratkozott a kolozsvári egyetemre, ahol egy évig volt tanárjelölt, két évig orvostanhallgató. Próbálkozott a színészettel is: Váradi Ferenc színtársulatával töltött idejének élményeit A kóbor színi világból c. novellaciklusában dolgozta fel. 1893-tól árvaszéki levéltáros, 1899-től bíró Kolozsváron. 1885-ben rövid ideig a Magyar Polgárban közölt cikkeket, majd visszatért az Ellenzékhez, de jelentek meg írásai Az Én Újságom, Aradi Közlöny, Debrecen, Erdélyi Lapok, Függetlenség, Hazánk, Magyarország, Ország-Világ hasábjain is. 1891-től az Erdélyi Irodalmi Társaság (EIT) tagja.
Az Ellenzékben Tüske Pál néven közölt tárcanovellái tették ismertté nevét. Témáit legszívesebben a Nyárád és a Küküllő vidékének mindennapi falusi életéből s a „nagyon apró kisvárosok” embereinek világából vette, ezek – írja Kovács Dezső: „…egy bölcs, humortól egyensúlyozott lélek természetesen kerekedő meséiben jelennek meg. Ez üde mesékben, makulátlanul tiszta magyar nyelv muzsikáján Erdély lelke szól” (Pásztortűz, 1928/4).
Bartha Miklós közbenjárására a kolozsvári Nemzeti Színházhoz került, ahol kis szerepeket kapott, s itt döntötte el, hogy színműíró lesz. 1889-ben megnyerte az Ellenzék tárcapályázatát, 1892-ben pedig a Korcsmárosné lányával a kolozsvári Nemzeti Színház pályadíját. Színpadi műveiben azonban inkább színpadtechnikai ismeretei, mint a jellemformálás segítették. Kovács Dezső úgy látta, hogy „…már tapogatózott azon az úton, amelyen a falusi élet reális rajzához érkezett el később Gárdonyi Géza és Móricz Zsigmond” (Ellenzék, 1892).

## Színművei
- Páros szöktetés (operettszöveg, Simon Károly megzenésítésében, 1889);
- Bájital (egyfelvonásos bohózat, 1892);
- Korcsmárosné lánya (népszínmű, 1893);
- Bűnhődés (népszínmű, 1900);
- A gyermek bolondja (népies vígjáték, 1913);
- A babonások (falusi bohózat, Kolozsvár, 1932. Erdélyi Magyar Könyvtár).

## Novelláskötetei
- Toll (1890);
- Mindenféle (1893);
- Asszonyok (1895);
- Apró történetek (1901);
- Szegény emberek (1914);
- Szép a Nyikó s a vidéke és más novellák (Kolozsvár, 1928. A Magyar Nép Könyvtára).

## Prózája
- Rica : regény. ( 1930. Erdélyi Magyar Könyvtár).
- Fáklya gyúl az éjben (folytatásos regény), Keleti Újság (Kolozsvár), I-XXXIII, 1929. nov. 27. -1930. jan. 24.
- Bartha Miklós összegyűjtött munkái (Budapest, 1908–12) számára megírta a politikus-publicista életrajzát is.